# スーパーグローバル大学
スーパーグローバル大学（スーパーグローバルだいがく）とは、日本国外の大学との連携などを通じて、徹底した国際化を進めて、世界レベルの教育研究を行う「グローバル大学」を重点支援するために2014年（平成26年）に文部科学省が創設した事業であり、支援対象となる大学。

## 概要
全国30校程度を指定し、大学教育のグローバル化を進めて、日本の大学の国際競争力の向上を進め、グローバルな舞台で活躍できる人材の育成を目的にしている。対象の大学は国立・公立・私立を問わない。また旧帝国大学と旧二文理大は全てトップ型指定校となっている。
日本学術振興会が委員会を設け、この事業に関する審査・評価を実施する。
文部科学省は2014年（平成26年）4月に以下の2種類のタイプの大学を公募した。
- トップ型 ：世界大学ランキングのトップ100を狙う実力がある、世界レベルの研究を行う大学
- グローバル化牽引型：これまでの実績を基に、新たな取り組みに挑戦し、日本のグローバル化を牽引する大学[3]

同年5月に締め切られ、「トップ型」に16件、「グローバル化牽引型」に93件、計109件の応募があった。文科省が同年9月に審査結果を発表。「トップ型」に13校、「グローバル化牽引型」に 24校の計37校を指定した。

## 指定校
※は前身の国際化拠点整備事業(グローバル30)指定校。

### トップ型指定校
| 大学名           | 設置 | 事業規模  | 構想 |
| ---------------- | ---- | --------- | ---- |
| 北海道大学       | 国立 | 約70億円  |      |
| 東北大学※        | 国立 | 約70億円  |      |
| 筑波大学※        | 国立 | 約48億円  |      |
| 東京大学※        | 国立 | 約58億円  |      |
| 東京医科歯科大学 | 国立 | 約54億円  |      |
| 東京工業大学     | 国立 | 約53億円  |      |
| 名古屋大学※      | 国立 | 約61億円  |      |
| 京都大学※        | 国立 | 約51億円  |      |
| 大阪大学※        | 国立 | 約55億円  |      |
| 広島大学         | 国立 | 約46億円  |      |
| 九州大学※        | 国立 | 約83億円  |      |
| 慶應義塾大学※    | 私立 | 約67億円  |      |
| 早稲田大学※      | 私立 | 約100億円 |      |

### グローバル化牽引型指定校
| 大学名                     | 設置 | 構想 |
| -------------------------- | ---- | ---- |
| 千葉大学                   | 国立 |      |
| 東京外国語大学             | 国立 |      |
| 東京芸術大学               | 国立 |      |
| 長岡技術科学大学           | 国立 |      |
| 金沢大学                   | 国立 |      |
| 豊橋技術科学大学           | 国立 |      |
| 京都工芸繊維大学           | 国立 |      |
| 奈良先端科学技術大学院大学 | 国立 |      |
| 岡山大学                   | 国立 |      |
| 熊本大学                   | 国立 |      |
| 国際教養大学               | 公立 |      |
| 会津大学                   | 公立 |      |
| 国際基督教大学             | 私立 |      |
| 芝浦工業大学               | 私立 |      |
| 上智大学※                  | 私立 |      |
| 東洋大学                   | 私立 |      |
| 法政大学                   | 私立 |      |
| 明治大学※                  | 私立 |      |
| 立教大学                   | 私立 |      |
| 創価大学                   | 私立 |      |
| 国際大学                   | 私立 |      |
| 立命館大学※                | 私立 |      |
| 関西学院大学               | 私立 |      |
| 立命館アジア太平洋大学     | 私立 |      |

## 批判
本構想に関連し、各方面から批判が寄せられている
。
- 文部科学省との癒着の疑惑
官僚の天下りを受け入れと、採択された大学の「不透明な関係」が疑問視され、「補助金とOBの再就職との関係には今後、一層注意を払う必要がある」とされている[8][9]。
- 取組内容への疑問・不満
本構想においては「講義の英語化」「外国人教員数の増加」などの取り組みを行っているが、それらの取り組みが、日本における大学教育の質を低下させているとされる[10]。
- 選定大学からの不満
国の支援が想定より少ない上、予定していなかった仕事も次々発生したことにより、選定された大学が不満を募らせるケースが見られた。
当初は、「（タイプA）は最大で年５億円、（タイプB）は最大年3億円を、それぞれ最長10年間」ということだったが、15年度の平均支援額は、タイプAが2億8800万円、タイプBは1億3100万円。1億円未満も5大学あった。「あれだけぶち上げておいてこれか。文科省は風呂敷を広げすぎ」（西日本の大学幹部）。「今も納得していない。でも、『文部科学省さま』に文句は言えない」（関東の私大の担当者）などの声があがった。
これに対し、事業を担当する文部科学省高等教育企画課の担当者は、支援額への不満について、「大学から直接少ないと言われることもある。財政状況が厳しく、予算を思っていたほど確保できなかった上、当初予定していた30大学より採択大学数が増えたので、1大学当たりの支援は少なくなった」と説明している[11]。
- 目標達成の為に疲弊している大学、実現が難しい計画を立てた大学
それまでグローバル化に力を入れてこなかったのに、SGUで設定した目標達成のため、急に留学生や外国人教員を多く受け入れたり、海外留学制度枠を拡げたりするなど、国の大学支援事業に無理矢理合わせた教育体制を急ごしらえしたことで、学内が混乱するケースし、かなり疲弊している大学も見られる[12]。
「海外の大学と留学の協定を結ぶことや、受験生受けを考えると、『国のお墨つき』がないと不利。計画をちょっと『盛って』しまい、精査して青くなっている」（東日本の大学の担当者）とSGUに選ばれたくて、実現が難しい計画を立てた大学もある。
計画には、留学生の割合の数値目標も盛り込まれており、海外からの留学生の授業料を減免する大学が少なくない。しかし、学生の定員は決まっているので、留学生が増えるほど授業料収入に響く。（※ 例えば、授業料100万円の3割を減免する場合、留学生の受け入れを2千人増やすと年6億円の負担増になる。）「『もうからない』学生の割合が増え、経営体力との勝負になる」（西日本の大学）とし、減免措置の見直しを検討する大学も出た。
また、SGUに選ばれた多くの大学が外国人の教員の比率を上げる目標を掲げたが、外国で教育研究歴のある日本人でも「外国人教員等」として比率に含めることが可能なため「外国人教員の確保は大変なので、日本人で達成すればいい」（関東の私大）という大学もある[13]。